# Północ i Południe (powieść Elizabeth Gaskell)
Północ i Południe – powieść Elizabeth Gaskell, opublikowana w 1854 roku. Początkowo ukazywała się w odcinkach w tygodniku „Household Words”. Tytuł wskazuje na główny temat książki – kontrast między życiem w północnej, przemysłowej Anglii, a zamożnym południem, choć Gaskell zmieniła tytuł z pierwotnego Margaret Hale tylko pod presją wydawcy.
Książka jest określana jako powieść społeczna, która stara się ukazać przemysłową północ i konflikty występujące tam w połowie XIX wieku oczami osoby z innego środowiska, łagodnej damy z południa. Margaret Hale, córka byłego pastora, wraz z rodziną przeprowadza się do przemysłowego miasteczka Milton. 
Różnica w stylu życia szokuje Margaret, która współczuje biedocie oraz robotnikom i wchodzi w konflikt z Johnem Thorntonem, właścicielem fabryki i przyjacielem jej ojca. Po zamieszkach ze strajkującymi robotnikami, podczas których Margaret ochrania Thorntona przed brutalnością tłumu, ten oświadcza się jej, mówiąc, że ją kocha; ona jednak odmawia, sądząc, że robi to tylko po to, by ratować jej honor.

## Ekranizacje
Na podstawie tej powieści Elizabeth Gaskell powstały dwa seriale produkcji BBC – pierwszy z 1975, z Rosalind Shanks jako Margaret Hale i Patrickiem Stewartem jako Johnem Thorntonem. W drugim, z 2004, zagrali Daniela Denby-Ashe i Richard Armitage.

## Tłumaczenia na język polski
Powieść ukazała się w 2011 w tłumaczeniu Katarzyny Kwiatkowskiej (Wyd. Świat Książki) oraz w tłumaczeniu Magdaleny Moltzan-Małkowska (Wyd. Elipsa).